# Puigpardines
Puigpardines är en ort i Spanien.   Den ligger i provinsen Província de Girona och regionen Katalonien, i den östra delen av landet, 500 km öster om huvudstaden Madrid. Puigpardines ligger 494 meter över havet och antalet invånare är 125.
Terrängen runt Puigpardines är huvudsakligen lite bergig. Puigpardines ligger nere i en dal.Runt Puigpardines är det glesbefolkat, med 15 invånare per kvadratkilometer. Närmaste större samhälle är Olot, 6,8 km nordost om Puigpardines. I omgivningarna runt Puigpardines växer i huvudsak blandskog.